# Иодид самария(II)

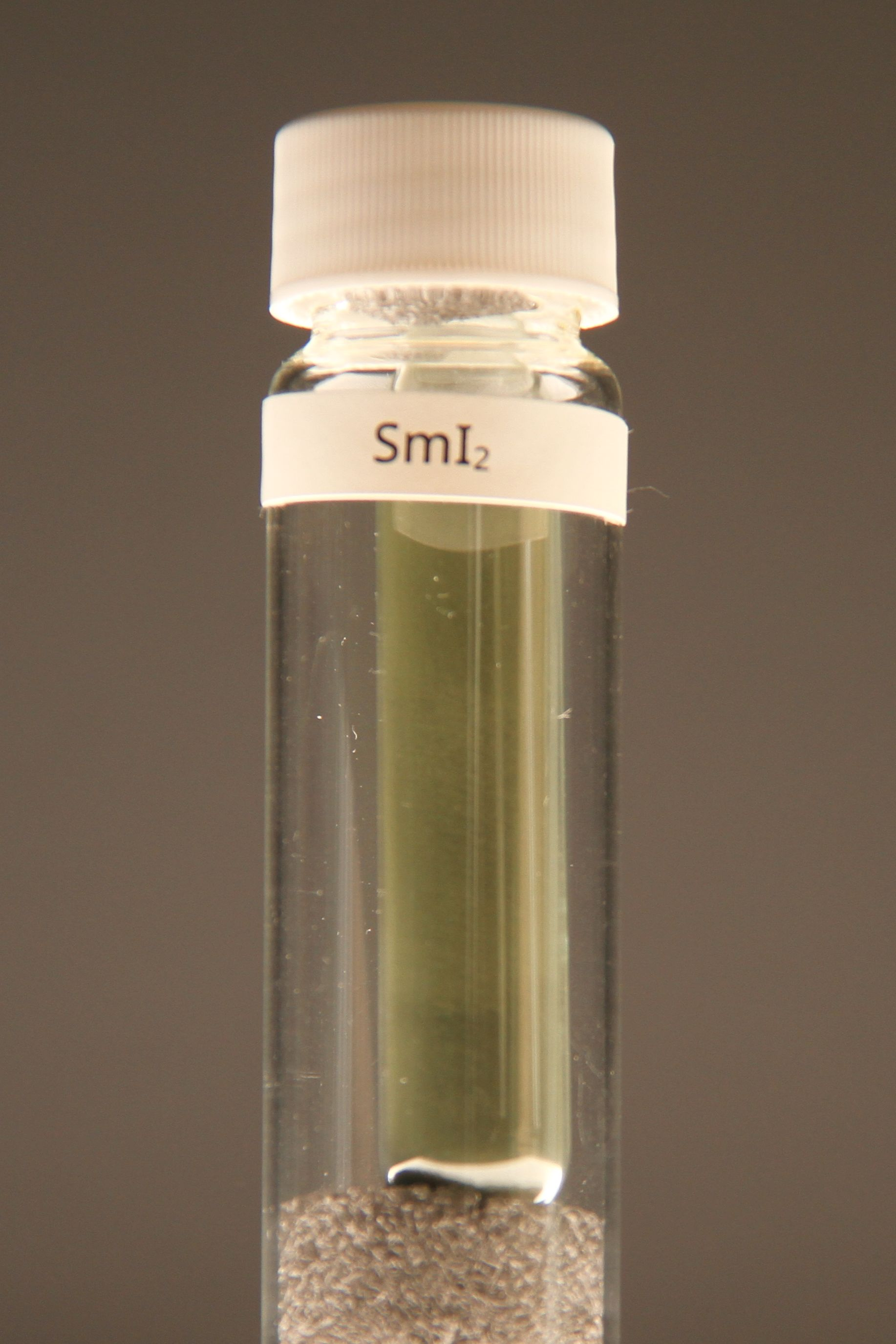
Иодид самария(II)

Иодид самария(II) — неорганическое соединение,
соль самария и иодистоводородной кислоты 
с формулой SmI2,
зелёные кристаллы,
разлагается в воде.

## Получение
- Восстановление иодида самария(III) водородом или металлическим саммарием:

{\displaystyle {\mathsf {2SmI_{3}+3H_{2}\ {\xrightarrow {T}}\ 2SmI_{2}+2HI}}}
{\displaystyle {\mathsf {2SmI_{3}+Sm\ {\xrightarrow {T}}\ 3SmI_{2}}}}
- Разложение иодида самария(III) при нагревании:

{\displaystyle {\mathsf {2SmI_{3}\ {\xrightarrow {800^{o}C}}\ 2SmI_{2}+I_{2}}}}

## Физические свойства
Иодид самария(II) образует зелёные кристаллы.
Разлагается в воде (гидролиз).

## Применение
- Восстановитель в органическом синтезе[1].